# Mahal (Israël)
Pour les articles homonymes, voir Mahal (homonymie) et Légion étrangère (homonymie).

Des volontaires français du Mahal, intégrés au Palmach, dans le désert du Néguev durant l’opération Horev.

Mahal (hébreu : מח"ל) est l'acronyme hébreu de Mitnadvei Chutz LaAretz (מתנדבי חוץ לארץ) qui signifie littéralement « volontaires venant de l'extérieur d'Israël » et qui désigne les volontaires étrangers, juifs et non juifs, qui combattent soit au sein de la Haganah ou du Palmach (de mai-juin 1945 à mai 1948) soit dans l’armée israélienne, créée officiellement par ordonnance n° 6 du 26 mai 1948 du gouvernement provisoire israélien, présidé par David Ben Gourion. Ces volontaires ont comme nom de " Mahalnik ". 

## Description et histoire
Dès mai-juin 1945, soit près de trois ans avant la naissance de l'État juif ou Etat d'Israël, certaines unités de la Haganah et du Palmach utilisèrent des militaires étrangers, juifs ou non, dans leurs rangs.
Le Ha'apala (ou Aliyah Bet), opération qui visait à contourner le contrôle migratoire exercé par les Britanniques entre 1939 et 1948, utilisa les services de 236 Mahalniks, anciens militaires des unités navales des Alliés comme équipage de 10 des 26 navires transports des immigrés clandestins.
A compter de décembre 1947, lors de la guerre civile entre Palestiniens arabes et Juifs, puis lors de la guerre israélo-arabe à compter  du 15 mai 1948 jusqu'au début de 1949, environ 3 500 volontaires non israéliens (les Mahalniks), provenant de 43 pays, idéalistes et partisans de la cause sioniste, et pour la plupart vétérans de la Seconde Guerre mondiale, combattirent au sein de la Haganah (avant mai 1948) puis au sein de l'armée israélienne- Tsahal - après la déclaration d'indépendance d'Israël le 14 mai 1948 et alors, dès le lendemain, que les armées des pays arabes (Egypte, Irak, Syrie, Jordanie)  envahissent le territoire devenu israélien de l'ancienne Palestine, voulant rejeter à la mer les Juifs présents sur place .
Une bonne partie des volontaires étrangers vint des États-Unis et un contingent important d'environ 800 volontaires arrive aussi d'Afrique du Sud,. Un autre contingent est à signaler, celui des volontaires francophones (plus de 600), qui sera commandé par un ancien officier de la France Libre, au sein de la célèbre 2 ème D.B., Compagnon de la Libération, Thadée Diffre qui sera félicité, pour son action au sein de l'armée israélienne, par le chef d'état-major Yaacov Dori. 
Ces volontaires servent en particulier dans l'armée de l'air naissante où, sur les 193 pilotes de la guerre de 1948, 171 étaient membres du Mahal. Les autres servirent principalement en tant que combattants terrestres, marins, experts en communication, dans les blindés, dans le personnel médical et dans le soutien.

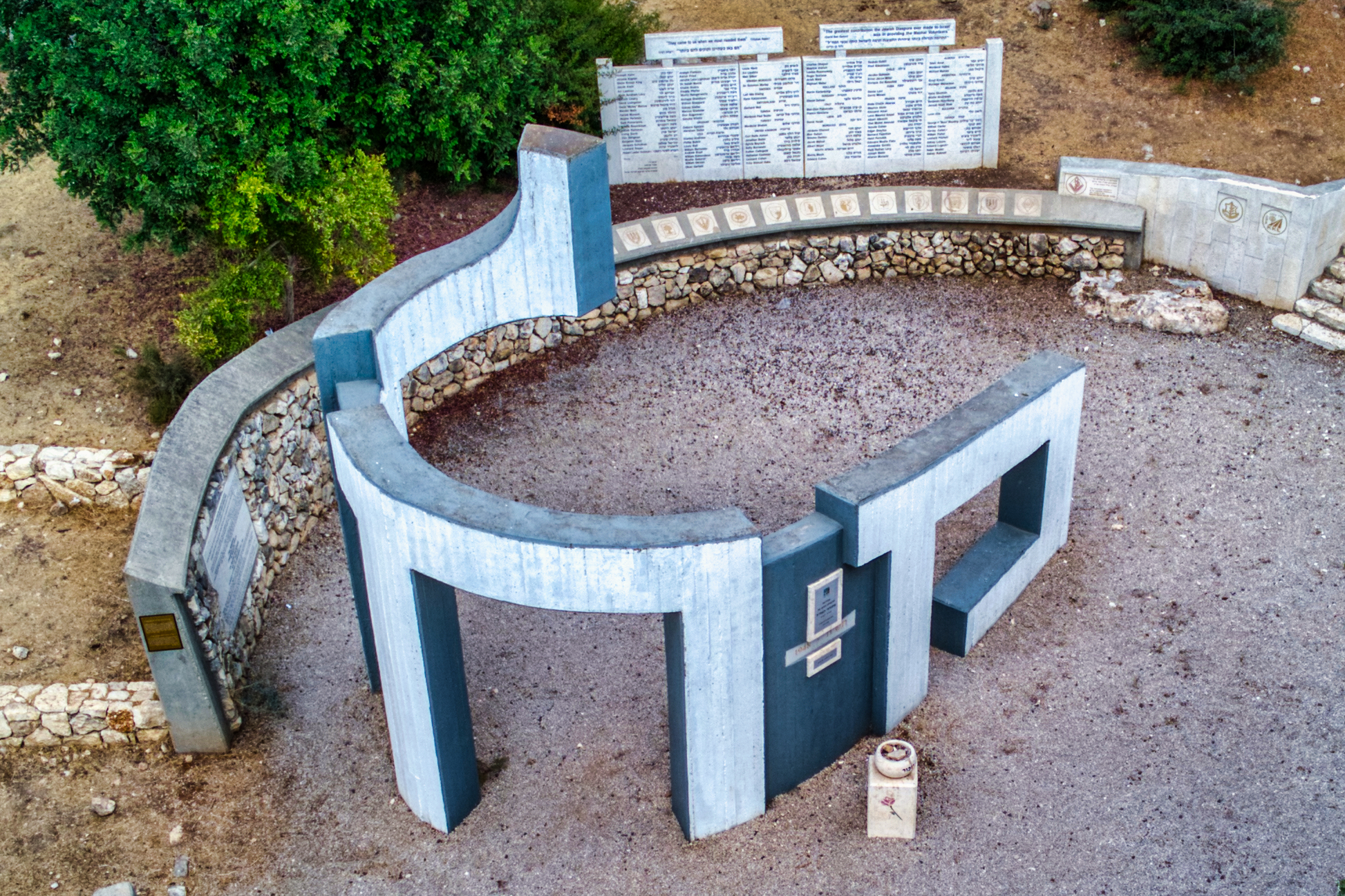
Mémorial du Mahal (Shaar HaGai).

119 d'entre eux furent tués pendant la guerre et un mémorial fut érigé en leur honneur seulement en 1993.

## Force aérienne israélienne
La prédominance des volontaires étrangers s'est rapidement fait sentir au sein de l'armée de l'air israélienne, à tel point que l'anglais y a supplanté l'hébreu en tant que langue opérationnelle.
Quelques heures avant le cessez-le-feu avec l'Egypte du 7 janvier 1949, alors que quatre Spitfire de la Royal Air Force effectuaient un vol de reconnaissance au-dessus de la frontière sud d'Israël, ils furent attaqués par une paire de Spitfires de la Force aérienne israélienne. Trois des avions britanniques furent abattus par deux officiers Mahalniks : "Slick" Goodlin (Américain) et John Mc Elroy (Canadien), tous deux anciens pilotes de l'United States Air Force et de l'Aviation royale du Canada, vétérans de la Seconde Guerre mondiale.
Les pilotes du Mahal transportèrent, au cours de nombreuses missions, officielles et clandestines, armement et nourriture entre l'Europe et la Palestine, ainsi que de nombreux réfugiés en provenance des pays arabes. En 1948, alors que les forces israéliennes du Néguev étaient isolées, les pilotes du Mahal livrèrent régulièrement vivres et munitions derrière les lignes ennemies, le plus souvent de nuit, en faisant atterrir leurs avions de transport sur des terrains non prévus et non goudronnés, éclairés par des lampes à huile.
La compagnie aérienne El Al fut, en partie, fondée en août 1948 par des anciens pilotes du Mahal.
L'intégration des combattants du Mahal au sein de l'armée israélienne ne s'est pas toujours faite sans difficulté. Les différences de condition entre ces volontaires étrangers et les soldats israéliens (différences de rémunération et de conditions de vie) ont occasionné quelques tensions, principalement au sein de l'armée de l'air. Certains de ces combattants étaient des aventuriers, éloignés des engagements sionistes et peu réceptifs à la discipline et aux ordres donnés par le gouvernement provisoire israélien.
Le point culminant de ces frictions fut le démantèlement de la Division du transport aérien qui était devenue, sous l'égide des personnels du Mahal, une entreprise au sein des forces armées israéliennes. Elle fut reconstituée par du personnel uniquement israélien.

## Après la guerre
La plupart des survivants retournèrent chez eux après les hostilités mais certains s'établirent en Israël. Le village de Kfar Daniel, près de Lod, fut fondé par des anciens membres américains et britanniques du Mahal.

## Volontaires restés célèbres
Certains sont restés célèbres tels David Marcus, ancien membre de l'État-Major du général Eisenhower pendant la Seconde Guerre mondiale, qui fut conseiller de David Ben Gourion et qui fut l'un des premiers généraux de l'armée israélienne ("alouf") l avant d'être accidentellement tué par un tir ami en juin 1948 dans le contexte de la bataille de Latroun ou Ben Dunkelman qui fut commandant de la 7e brigade et qui mena l'opération Dekel qui vit la prise de Nazareth et de la basse Galilée lors de la campagne des 10 jours, en fin novembre 1948.     
Parmi les volontaires francophones (plus de 600 personnes, venant notamment d'Afrique du Nord) , il convient de citer Thaddée Diffre, Compagnon de la Libération, ancien capitaine de la 2è eme Division Blindée, engagé au début " de base " au sein du Mahal puis repéré par l'encadrement de Tsahal et voué ensuite à des responsabilités de niveau supérieur, en tant en que commandant du fameux "Tzerfati Bataillon", ayant participé notamment à la conquête de Beer Sheva et du Sud israélien, seul étranger à avoir atteint le grade de "sgan alouf" (équivalent de lieutenant-colonel), connu aussi sous son nom d'emprunt de Teddy Eytan et qui a écrit en 1950 un livre publié par une maison d'édition suisse relatant sa campagne au sein du Mahal.

## Mahal moderne
Les étrangers de confession juive sont autorisés à servir au sein de l'armée israélienne au travers de divers programmes de volontariat de type Mahal. Ces programmes sont réservés aux juifs, citoyens d'un pays étranger et résidant légalement sur le territoire israélien (et descendants de grands-parents juifs) comme aux juifs résidant à l'étranger, âgés de moins de 24 ans pour les hommes, de moins de 21 ans pour les femmes et de moins de 36 ans pour les médecins, les  pharmaciens ou les dentistes.
Ce programme consiste en un service d'une durée de 18 mois ou de 21 mois (pour ceux qui suivent un cours d'hébreu ou " oulpan ") et incluant un entraînement particulier pour ceux qui rejoignent des unités de combat. Tous les volontaires recrutés peuvent servir, selon leur formation initiale, dans les unités combattantes ou dans des unités de soutien des armées israéliennes.  